# Бенджамин, Рай
Рай Бенджамин (англ. Rai Benjamin; род. 27 июля 1997, Маунт-Вернон, Нью-Йорк) — американский легкоатлет, специалист по спринту и барьерному бегу, трёхкратный олимпийский чемпион и двукратный чемпион мира. Специализируется в беге на 400 метров и 400 метров с барьерами.

## Биография

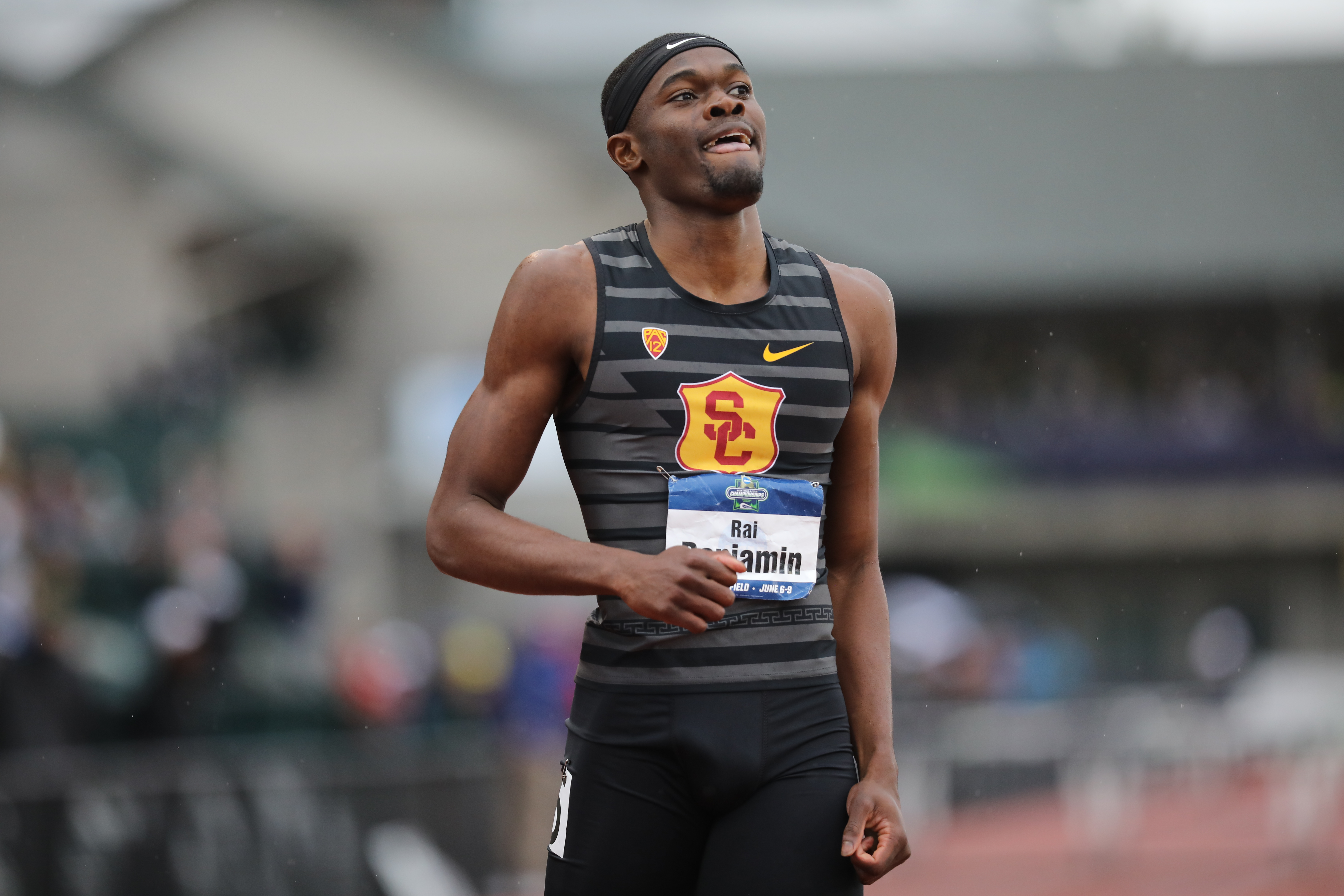
2018 год

Рай Бенджамин родился 27 июля 1997 года в городе Маунт-Вернон, штат Нью-Йорк. Сын известного антигуанского игрока к крикет Уинстона Бенджамина.
Детство провёл в США, учился в местной старшей школе Mount Vernon High School, где уже показывал достаточно высокие результаты в лёгкой атлетике, неоднократно становился чемпионом штата в различных спринтерских дисциплинах.
В начале спортивной карьеры выступал за сборную своей исторической родины Антигуа и Барбуда, в частности представлял эту страну на юношеском мировом первенстве 2013 года в Донецке и на юниорских соревнованиях CARIFTA Games 2015 года в Бастере.
В 2016 году поступил в Калифорнийский университет в Лос-Анджелесе, где сразу же стал членом легкоатлетической команды. Успешно выступал на студенческих соревнованиях в США, в 2017 году в беге на 400 метров с барьерами выиграл серебряную медаль первого дивизиона чемпионата Национальной ассоциации студенческого спорта (NCAA).
В 2018 году перевёлся в Университет Южной Калифорнии и стал показывать ещё более высокие результаты. Так, на чемпионате NCAA на сей раз одержал победу в беге на 400 метров с барьерами и в эстафете 4 х 400 метров.
В 2019 году впервые выиграл взрослый чемпионат США по лёгкой атлетике, вошёл в основной состав американской национальной сборной и благодаря череде удачных выступлений удостоился права защищать честь страны на чемпионате мира в Дохе. В беге на 400 метров с барьерами с результатом в 47,66 секунды завоевал награду серебряного достоинства, уступив в финале только титулованному норвежцу Карстену Вархольму, тогда как в эстафете 4 х 400 метров вместе со своими соотечественниками превзошёл всех соперников и получил золото.
В 2023 году на чемпионате мира по лёгкой атлетикев Будапеште американец выиграл бронзу в беге на 400 метров с барьерами с результатом 47,56. В последний день чемпионата в эстафете 4 по 400 метров в составе США завоевал золотую медаль.